# Garantia da lei e da ordem

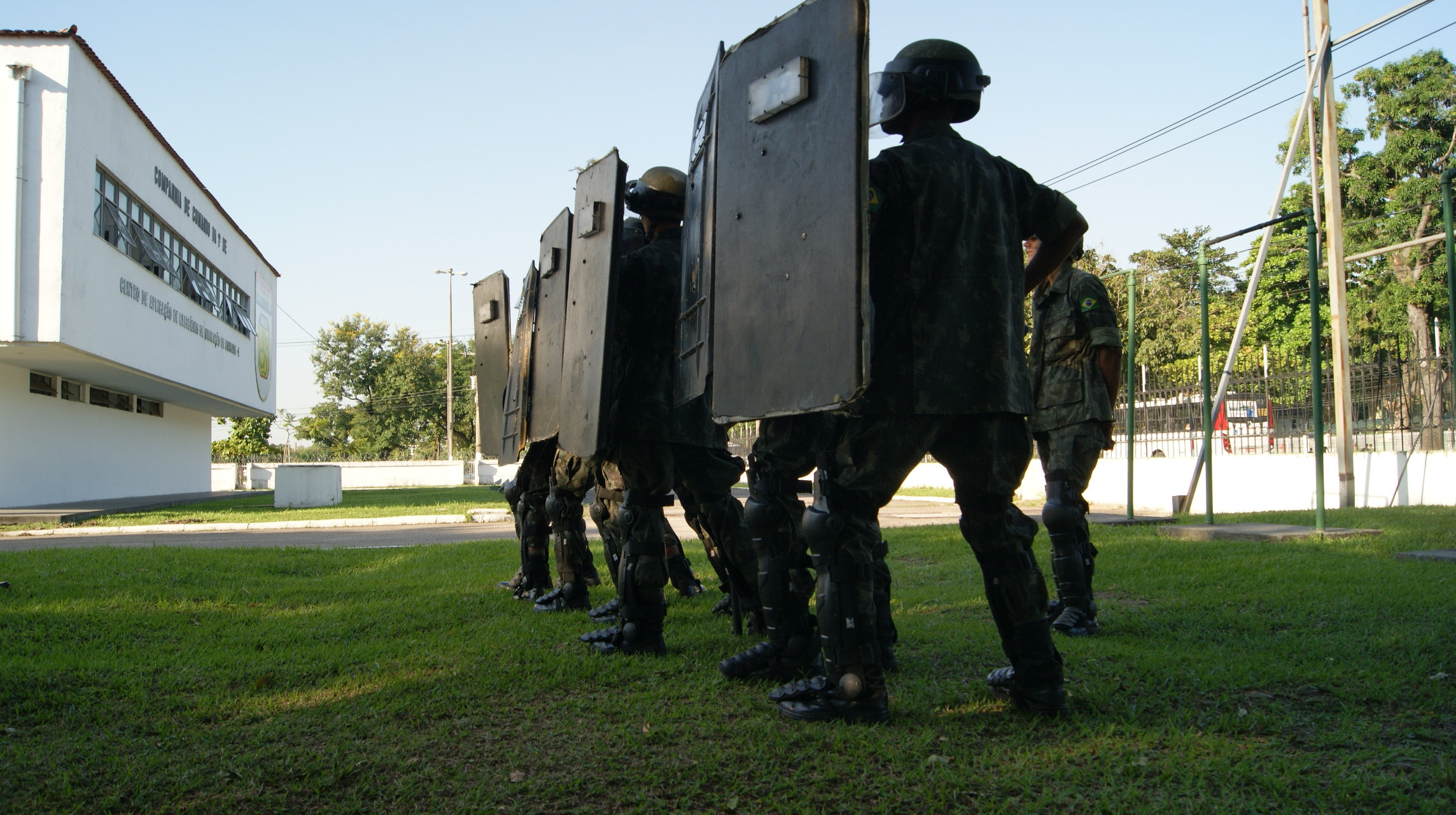
Instrução no Exército Brasileiro para operações de GLO

No Brasil, a garantia da lei e da ordem (GLO) é uma operação de policiamento realizada pelas Forças Armadas Brasileiras de forma provisória até o restabelecimento da normalidade da lei e da ordem pública.
Podem ser estabelecidas por iniciativa de qualquer um dos três poderes (Executivo, Legislativo ou Judiciário) da esfera federal (União) mas dependem de ordem exclusiva do presidente da República.
As operações de GLO são previstas na Constituição Federal e regulamentadas pela Lei Complementar 97/1999 e pelo Decreto 3.897/2001.
A GLO ocorre geralmente nos casos em que há esgotamento das forças tradicionais de segurança pública, em situações graves de perturbação da ordem. No entanto, é utilizada também para eventos de grandes proporções como o Rio+20, em 2012; na visita do Papa Francisco ao Brasil em 2013; e na Copa do Mundo de futebol, em 2014.
Em maio de 2018, o governo Michel Temer decretou a GLO para conter a greve dos caminhoneiros no Brasil, após o acordo para suspender a paralisação não ter surtido efeito.